# Jan Szemiot
Jan Szemiot herbu Łabędź odmienny – podkomorzy wendeński w latach 1674–1677.
W 1674 roku był elektorem Jana III Sobieskiego z Księstwa Żmudzkiego.